# Wanops coecus
Wanops coecus är en spindelart som beskrevs av Chamberlin och Ivie 1938. Wanops coecus ingår i släktet Wanops och familjen dansspindlar. Inga underarter finns listade i Catalogue of Life.